# سارا لانکاشایر
سارا لانکاشایر (انگلیسی: Sarah Lancashire؛ زادهٔ ۱۰ اکتبر ۱۹۶۴) بازیگر اهل بریتانیا است. وی از سال ۱۹۸۷ میلادی تاکنون مشغول فعالیت بوده‌است.
از فیلم‌ها یا برنامه‌های تلویزیونی که وی در آن نقش داشته‌است، می‌توان به دیروز، متصدی لباس و ارتش بابا اشاره کرد. وی در سال ۲۰۱۷ برنده جایزهٔ بفتا تلویزیونی بهترین بازیگر نقش اول زن شده است.